# Montenero di Bisaccia
Montenero di Bisaccia (Mundunirë in dialetto montenerese) è un comune italiano di 6 171 abitanti in provincia di Campobasso, nel Molise.

## Geografia fisica
Centro collinare a ridosso del mare e del fiume Trigno, spazia in altitudine dai 273 metri del centro abitato al livello del mare della spiaggia. Il clima è caratterizzato da inverni miti, con sporadiche e scarse nevicate, e da estati calde e secche.

## Storia

### Origini neolitiche
Il comune ha origini antiche, posto a circa dieci chilometri dalla costa molisana, della quale una parte ricade sul proprio territorio. Ha avuto origine dal villaggio di Bisaccia, del quale ha conservato il nome ed i cui ruderi sono in parte ancora visibili ad un chilometro circa dall'abitato.Il villaggio fu abbandonato con le invasioni barbariche, quando gli abitanti si rifugiarono prima nelle grotte arenarie, successivamente iniziarono a stabilirsi sulla collinetta chiamata appunto “monte nero” per la fitta boscaglia che la ricopriva.

### Dal Medioevo a oggi
Il nuovo feudo appartenne nel VII secolo all'abbazia di Santa Maria a Calano, venendo successivamente distrutto dalle invasioni dei Saraceni, fino all'851. Nel 1187 il feudo appartenne a Riccardo di Agnone, e ricostruito sotto il dominio di Federico II. Tra i vari proprietari succedutisi dal XV secolo in poi ci sono i Cantelmo, i Sangro, i Carafa, Caracciolo e i d'Avalos. Tra il XVI e il XVIII secolo fu più volte danneggiata dalle incursioni dei Turchi, l'ultima delle quali si ebbe il 26 settembre 1712.Durante la II guerra mondiale, tra il 1943 e 1944  fu attivo un aeroporto militare degli alleati e zona di combattimento della battaglia del Trigno.

### Simboli
Lo stemma raffigura tre colli, quello centrale sormontato da una croce. Il gonfalone è costituito da un drappo di azzurro.

## Monumenti e luoghi d'interesse

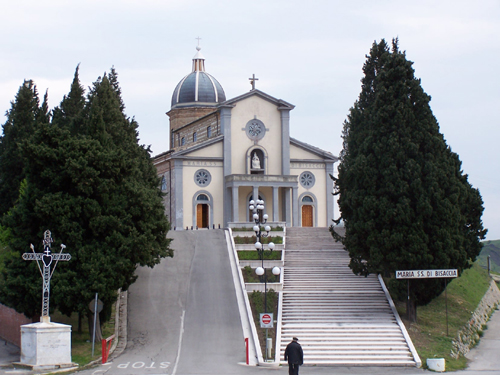
Santuario della Madonna di Bisaccia

- Chiesa Parrocchiale di San Matteo Apostolo: la chiesa originaria risale all'XI secolo. Con il programma di ricostruzione in stile romanico pugliese, Federico II fece restaurare la chiesa nel XIII secolo. A causa dei danneggiamenti dei Turchi, la chiesa fu restaurata e trasformata in forme barocche nel 1695. Un restauro straordinario si ebbe nel 1861; ma sempre a causa della cattiva messa in sicurezza dell'edificio, la parrocchia rischiava il crollo. Così nel 1937 si decise l'abbattimento e la ricostruzione ex novo, che si protrasse fino al 1961 con l'innalzamento del campanile. Fu una grave perdita dal punto vista artistico poiché foto storiche del primo '900 mostrano la struttura della chiesa in pietra, in perfetta planimetria longitudinale a pianta a croce latina, con il portale trecentesco a sesto acuto, e la cupola in tessere verde-giallo tipiche delle chiese pugliesi medievali. La nuova chiesa, realizzata seguendo lo schema della pianta a croce latina, si presenta in stile falso gotico, più che altro un neogotico posticcio, con facciata squadrata e lati del transetto abbelliti da finestroni bifore con rosoni superiori a raggi. L'abside è semicircolare, affiancata da due semi-absidi. L'interno a tre navate è molto povero di abbellimenti artistici, tranne le vetrate colorate in stile gotico.
- Chiesa Parrocchiale di San Paolo Apostolo: collocata ai margini dell'abitato, venne consacrata nel 1993. Un unico grande spazio caratterizza l'interno, dove emergono alcuni dipinti. In anni più recenti è stata realizzata anche una cappella feriale, accessibile dal lato destro dell'aula liturgica.
- Santuario di Maria Santissima di Bisaccia: si trova presso il cimitero, lungo la vecchia via del tratturello Centurelle. Risalente al XVII secolo, nel 1811 fu ricostruita per volere di don Alfonso Gentile. Nel 1899 furono definitivamente completati lavori di abbellimento, dediti alla trasformazione della chiesa da edicola pastorale a vero santuario. Ha facciata a capanna tripartita con tre portali e rosoni. Il portale centrale è sormontato da una balaustra. Sopra il transetto vi è una grande cupola monumentale.
- Torre di Montebello: si trova nell'omonima località, presso il mare. Fu eretta nel secolo XVI, sotto il dominio di Carlo V, per vigilare meglio la costa da attacchi Turchi. Il 1566 è l'anno di edificazione sopra l'antico castello di Montenero, per volere del barone di Lanciano Vialante, che la possedeva insieme a Riccardo del Riccio; nel 1712 la notte del 26 settembre, circa 60 turchi assediarono la torre, che però non fu presa, vi si erano rifugiati dei contadini, che resistettero all'assedio dei turchi, sino a che non arrivarono rinforzi dalla città del Vasto, comandati dal conte Filippo Ricci. Nel 1953 fu ceduta al comune, nei primi anni 2000 è stata restaurata. Le superfici murarie sono compatte, presentano 4 finestrelle rettangolari con semiarco, delineate da mattoni in cotto a forte strombatura, e distribuite una per lato a diverso livello di altezza; prima del restauro la torre era attraversata da una profonda spaccatura, che ne minacciava la staticità. Sulla parete principale di ingresso vi sono tracce di bucature per le catene del ponte levatoio, sulla facciata si trovava lo stemma dei Battiloro, signori di Petacciato, che però fu levato nel 1953; sulla sommità si conservano merlature e beccatelli alla fiorentina.
- Chiesa Rupestre, Grotte e Calanchi.[10]

## Società

### Evoluzione demografica
Abitanti censiti

### Tradizioni e folclore
Le feste religiose più importanti sono: la Madonna di Bisaccia (16 maggio), San Matteo (21 settembre) e San Paolo Apostolo (29 giugno). Degno di nota è inoltre il presepe vivente, un evento che da oltre trenta anni si svolge nello scenario delle grotte arenarie.

## Cultura

### Cucina
Rinomata è la ventricina di Montenero, insaccato ottenuto con carne di maiale opportunamente trattata e stagionata con metodi tradizionali. Il piatto tipico del paese sono i cavatelli (in dialetto "cuzzutilli") con la ventricina.

## Geografia antropica
- Marina di Montenero di Bisaccia
- Contrada Montebello

Questo comune ha la particolarità di appartenere a due prefissi telefonici di distretti differenti pur nello stesso compartimento: mentre quasi tutto il territorio ha come prefisso 0875 (Termoli), la piccola area a sinistra del Trigno di 7,4 km², dove si trovano la zona industriale, la marina e lo svincolo autostradale dell'A14 Vasto sud-Montenero di Bisaccia-San Salvo, ha come prefisso 0873 (Vasto).

## Economia

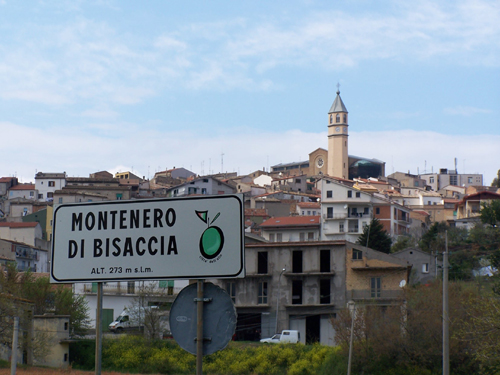
Ingresso del paese

Forte della notevole estensione territoriale (circa 10.000 ettari) e della favorevole posizione geografica, l'agricoltura montenerese è da sempre una risorsa importante per l'economia locale. Le coltivazioni principali sono cerealicole, viticole, oliveti e ortofrutticole. Dagli anni ottanta, inoltre, nel centro molisano è man mano cresciuta l'industria tessile, formata sia da piccole sia da medie imprese. Il settore, attualmente in crisi principalmente a causa di una sensibile "delocalizzazione" dei laboratori, è controbilanciato da quello del turismo, in espansione sia sulla costa sia nell'entroterra sotto forma di agriturismo. Nella frazione Marina di Montenero, alla sinistra del fiume Trigno e a breve distanza dal confine con l'Abruzzo, è presente il porto turistico "Marina Sveva", principale approdo turistico molisano con 446 posti barca.

## Amministrazione
Di seguito è presentata una tabella relativa alle amministrazioni che si sono succedute in questo comune.
| Periodo           | Periodo           | Primo cittadino    | Partito                                     | Carica      | Note   |
| ----------------- | ----------------- | ------------------ | ------------------------------------------- | ----------- | ------ |
| 30 agosto 1985    | 3 luglio 1989     | Nicolino D'Ascanio | Partito Comunista Italiano                  | Sindaco     | [ 13 ] |
| 11 luglio 1989    | 9 giugno 1990     | Teresio Di Pietro  | Democrazia Cristiana                        | Sindaco     | [ 13 ] |
| 9 giugno 1990     | 19 novembre 1991  | Nicolino D'Ascanio | Partito Comunista Italiano                  | Sindaco     | [ 13 ] |
| 22 gennaio 1992   | 6 agosto 1992     | Patrizia Perrino   |                                             | Comm. pref. | [ 13 ] |
| 6 agosto 1992     | 22 marzo 1993     | Domenico Porfido   | lista civica Movimento popolare montenerese | Sindaco     | [ 13 ] |
| 21 aprile 1993    | 27 aprile 1995    | Nicolino D'Ascanio | Partito Democratico della Sinistra          | Sindaco     | [ 13 ] |
| 4 maggio 1995     | 28 aprile 1997    | Michele Cistullo   | Partito Democratico della Sinistra          | Sindaco     | [ 13 ] |
| 28 aprile 1997    | 23 novembre 1999  | Sandro Panicciari  | lista civica Montenero democratico popolare | Sindaco     | [ 13 ] |
| 14 dicembre 1999  | 1º febbraio 2000  | Piero Ucci         |                                             | Comm. pref. | [ 13 ] |
| 17 aprile 2000    | 5 aprile 2005     | Giuseppe D'Ascenzo | lista civica Montenero democratico popolare | Sindaco     | [ 13 ] |
| 5 aprile 2005     | 30 marzo 2010     | Giuseppe D'Ascenzo | lista civica L'unione                       | Sindaco     | [ 13 ] |
| 30 marzo 2010     | 1º giugno 2015    | Nicola Travaglini  | lista civica Uniti per Montenero            | Sindaco     | [ 13 ] |
| 1º giugno 2015    | 22 settembre 2020 | Nicola Travaglini  | lista civica Uniti per Montenero            | Sindaco     | [ 14 ] |
| 22 settembre 2020 | in carica         | Simona Contucci    | lista civica Montenero coraggiosa           | Sindaco     | [ 13 ] |

## Sport
Ciclismo
Montenero ha ospitato la partenza della 9ª tappa del Giro d'Italia 2017, con arrivo in salita al Passolanciano-Maielletta.
Calcio
Aveva sede nel comune la società U.S.D. Montenero Calcio 1978 che ha raggiunto la serie D. La società Il Calcio Montenero ha disputato campionati dilettantistici regionali.
Calcio a 5
La squadra A.S.D. Futsal Montenero, fondata nel 2016 milita nel campionato regionale di serie C1.